# Kate Wilhelm
Kate Wilhelm (Toledo, 8 giugno 1928 – Eugene, 8 marzo 2018) è stata una scrittrice statunitense di romanzi di fantascienza, gialli e fantasy.
I suoi romanzi hanno vinto numerosi premi, tra cui il premio Hugo per Gli eredi della Terra (Where Late the Sweet Birds Sang) nel 1977.
Anche il marito, Damon Knight (1922 - 2002), sposato il 23 febbraio 1962, era un noto scrittore ed editore di fantascienza.
Viveva a Eugene nell'Oregon.

## Riconoscimenti
- Premio Nebula per il migliore racconto breve 1968: "I pianificatori" ("The Planners").
- Premio Hugo per il miglior romanzo 1977: Gli eredi della Terra (Where Late the Sweet Birds Sang).
- Premio Jupiter per il miglior romanzo 1977: Gli eredi della Terra (Where Late the Sweet Birds Sang).
- Premio Nebula per il migliore racconto 1986: "The Girl Who Fell into the Sky".
- Premio Nebula per il migliore racconto breve 1987: "Forever Yours, Anna".

## Opere
Per ogni testo si indica la prima edizione nell'originale inglese e l'eventuale prima traduzione in lingua italiana. Le serie di romanzi interconnessi sono elencate cronologicamente, in base alla data di pubblicazione del primo episodio di ogni ciclo.

### Medea
Dal 1 Aprile al 3 Giugno 1975 lo scrittore Harlan Ellison condusse un seminario settimanale di scrittura creativa intitolato 10 Tuesdays Down a Rabbit Hole presso la Università della California - Los Angeles; successivamente si basò su quell'esperienza per organizzare con altri autori di fantascienza (inclusa Kate Wilhelm) un'attività di wordlbuilding collettivo, nella quale il gruppo creò un pianeta immaginario e vi ambientò un ciclo di racconti. Sia i materiali descrittivi dell'ambientazione sia i testi narrativi furono poi raccolti in un volume tematico:
- Medea: Harlan's World, a cura di Harlan Ellison, Bantam Spectra, 1985. Contiene contributi di Poul Anderson, Hal Clement, Thomas M. Disch, Frank Herbert, Larry Niven, Frederik Pohl, Robert Silverberg, Theodore Sturgeon, Jack Williamson e Kate Wilhelm.

### Saga di Constance Leidl & Charlie Meiklejohn
1. Constance & Charlie: Omicidio in tre atti (The Hamlet Trap), St. Martin's Press, 1987. Traduzione ignota, Il Giallo Mondadori 2787, Arnoldo Mondadori Editore, 30 giugno 2002.
2. La porta oscura (The Dark Door), St. Martin's Press, 1988. Traduzione di Marco Pensante, Urania 1118, Arnoldo Mondadori Editore, 14 Gennaio 1990.
3. La casa che uccide (Smart House), St. Martin's Press, 1989. Traduzione  ignota, I Classici del Giallo Mondadori 998, Arnoldo Mondadori Editore, 26 febbraio 2004.
4. Constance & Charlie: dolce veleno (Sweet, Sweet Poison), St. Martin's Press, 1990. Traduzione  ignota, Il Giallo Mondadori 2763, Arnoldo Mondadori Editore, 13 gennaio 2002.
5. L'arte del delitto (Seven Kinds of Death), St. Martin's Press, 1992. Traduzione  ignota, Il Giallo Mondadori 2732, Arnoldo Mondadori Editore, 10 giugno 2001.
6. A Flush of Shadows, St. Martin's Press, 1995. Raccolta di cinque novelle con prefazione di Robin Wilson:
  - With Thimbles, with Forks, and Hope, in Isaac Asimov's Science Fiction Magazine del 23 Novembre 1981.
  - Sister Angel, in Omni di novembre 1983.
  - All for One, inedito.
  - The Gorgon Field, in Isaac Asimov's Science Fiction Magazine di Agosto 1985.
  - Torch Song, inedito.

La serie è stata riunita per la prima volta nell'omnibus The Casebook of Constance and Charlie (2 vol., St. Martin's Press, 1999-2000), comprendente anche due ulteriori novelle mai apparse prima in volume:
- Christ's Tears, in Ellery Queen's Mystery Magazine di Aprile 1996.
- An Imperfect Gift, inedito.

### Saga di Barbara Holloway
1. Death Qualified: A Mystery of Chaos, St. Martin's Press, 1991.
2. The Best Defense, St. Martin's Press, 1994.
3. Malice Prepense o For the Defense, St. Martin's Press, 1996.
4. Defense for the Devil, St. Martin's Press, 1999.
5. No Defense, St. Martin's Press, 2000.
6. Desperate Measures, St. Martin's Press, 2001.
7. Clear and Convincing Proof, Mira, 2003.
8. The Unbidden Truth, Mira, 2004.
9. Sleight Of Hand, Mira, 2006.
10. A Wrongful Death, Mira, 2007.
11. Cold Case, Mira, 2008.

### Saga di Tony Manetti
Consiste di due racconti mai riuniti in un volume dedicato:
1. "Non chiamarla fortuna" ("Forget Luck"), in The Magazine of Fantasy & Science Fiction di Aprile 1996. Traduzione di Roberto Marini nell'antologia Speciale. Millemondi Estate 1998: Le trappole dell'ignoto, Urania Millemondi 2ª serie n. 16, Arnoldo Mondadori Editore, Giugno 1998.
2. "Il Giorno più Felice della sua Vita" ("The Happiest Day of Her Life"), in The Magazine of Fantasy & Science Fiction di Ottobre-Novembre 1999. Traduzione ignota, in Fantasy & ScienceFiction - Edizione Italiana a. II n. 6, Elara Libri, Dicembre 2013/Gennaio 2014.

### Romanzi e novelle autoconclusivi
- More Bitter Than Death, Simon & Schuster, 1963.
- Dalle fogne di Chicago (The Clone), Berkley Medallion, 1965; collaborazione con Theodore L. Thomas. Traduzione di Beata Della Frattina, Urania 436, Arnoldo Mondadori Editore, 22 maggio 1966.
- The Nevermore Affair, Doubleday, 1966.
- The Killer Thing, Doubleday, 1967.
- Stranger in the House, in The Magazine of Fantasy and Science Fiction di Febbraio 1968; prima edizione in volume nella raccolta personale Abyss, Doubleday, 1971.
- Let the Fire Fall, Doubeday, 1969.
- Il giorno della nuvola (The Year of the Cloud), Doubleday, 1970; collaborazione con Theodore L. Thomas. Traduzione di Laura Serra, Urania 789, Arnoldo Mondadori Editore, 24 Giugno 1979.
- The Infinity Box, nell'antologia Orbit 9, a cura di Damon Knight, G. P. Putnam's Sons, 1971.
- The Plastic Abyss, nella raccolta personale Abyss, Doubleday, 1971.
- Margaret and I, Little, Brown and Company, 1971.
- City of Cain, Little, Brown and Company, 1974.
- April Fools' Day Forever, nella raccolta personale The Infinity Box, Harper & Row, 1975.
- The Clewiston Test, Farrar, Straus and Giroux, 1976.
- Gli eredi della Terra (Where Late the Sweet Birds Sang), Harper & Row, 1976[2]. Traduzione di G. P. Sandri, I Libri di Robot 9, Armenia Editore, Luglio 1978.
- Fault Lines, Harper & Row, 1977.
- Moongate, nell'antologia Orbit 20, a cura di Damon Knight, Harper & Row, 1978.
- Il tempo del ginepro (Juniper Time), Harper & Row, 1979. Traduzione di Giampaolo Cossato e Sandro Sandrelli, Cosmo Argento 174, Editrice Nord, 1987.
- A Sense of Shadow, Houghton Mifflin, 1981.
- Oh, Susannah!, Houghton Mifflin, 1982.
- The Winter Beach, in Redbook di settembre 1981, prima edizione in volume nella raccolta Listen, Listen, Houghton Mifflin, 1981; espanso e rintitolato Welcome, Chaos, Houghton Mifflin, 1983.
- Huysman's Pets, Bluejay Books, 1985.
- Crazy Time, St. Martin's Press, 1988.
- Children of the Wind, nella raccolta personale Children of the Wind, St. Martin's Press, 1989.
- The Blue Ladies, nella raccolta personale Children of the Wind, St. Martin's Press, 1989.
- Cambio Bay, St. Martin's Press, 1990.
- I nomi dei fiori (Naming the Flowers), Pulphouse Publishing, 1992. Traduzione di Daniela Rossi, nell'antologia Millemondinverno 1993: 16 racconti, Urania Millemondi 1ª serie n. 44, Arnoldo Mondadori Editore, ottobre 1993.
- Justice for Some, St. Martin's Press, 1993.
- The Good Children, St. Martin's Press, 1998.
- The Deepest Water, St. Martin's Press, 2000.
- Skeletons, St. Martin's Press, 2002.
- The Price of Silence, Mira, 2005.
- Death of an Artist, Minotaur Books, 2012.

### Raccolte di racconti
- The Mile-Long Spaceship o Andover and the Android, Berkley Medallion, 1963. Comprende undici racconti.
- The Downstairs Room and Other Speculative Fiction, Doubleday, 1968. Comprende una prefazione di James Sallis e quattordici racconti.
- Abyss, Doubleday, 1971. Comprende le due novelle The Plastic Abyss e Stranger in the House.
- The Infinity Box, Harper & Row, 1975. Comprende una prefazione dell'autrice, le due novelle The Infinity Box e April Fools' Day Forever, e sette racconti.
- Somerset Dreams and Other Fictions, Harper & Row, 1978. Comprende una prefazione di R. Glenn Wright e otto racconti.
- Better Than One, NESFA, 1980; collaborazione con Damon Knight. Comprende un'introduzione di Knight e una di Wilhlem, un saggio un racconto e tre poesie di Knight, e un saggio un racconto e quattro poesie di Wilhelm.
- Listen, Listen, Houghton Mifflin, 1981. Comprende un articolo, un racconto, e le tre novelle The Winter Beach, Moongate e With Thimbles, with Forks, and Hope (afferente al ciclo di Constance & Charlie).
- Children of the Wind, St. Martin's Press, 1989. Comprende le tre novelle Children of the Wind, The Blue Ladies e The Gorgon Field (afferente al ciclo di Constance & Charlie) e due racconti.
- State of Grace, Author's Choice Monthly 16, Pulphouse Publishing, 1991. Comprende sei racconti.
- And the Angels Sing, St. Martin's Press, 1992. Comprende una prefazione di Karen Joy Fowler e dodici racconti.

### Saggistica
- The Hills Are Dancing, Corroboree, 1986. Con fotografie di Richard Wilhelm.